# Gloucester City
Gloucester City és una població dels Estats Units a l'estat de Nova Jersey. Segons el cens del 2008 tenia 11.503 habitants.

## Demografia
Segons el cens del 2000, Gloucester City tenia 11.484 habitants, 4.213 habitatges, i 2.839 famílies. La densitat de població era de 2.015,5 habitants/km².
Dels 4.213 habitatges en un 32,6% hi vivien nens de menys de 18 anys, en un 46,8% hi vivien parelles casades, en un 14,6% dones solteres, i en un 32,6% no eren unitats familiars. En el 27,2% dels habitatges hi vivien persones soles el 13% de les quals corresponia a persones de 65 anys o més que vivien soles. El nombre mitjà de persones vivint en cada habitatge era de 2,72 i el nombre mitjà de persones que vivien en cada família era de 3,32.
Per edats la població es repartia de la següent manera: un 26,5% tenia menys de 18 anys, un 9% entre 18 i 24, un 29,2% entre 25 i 44, un 21,5% de 45 a 60 i un 13,8% 65 anys o més.
L'edat mediana era de 36 anys. Per cada 100 dones de 18 o més anys hi havia 92 homes.
La renda mediana per habitatge era de 36.855 $ i la renda mediana per família de 46.038 $. Els homes tenien una renda mediana de 35.659 $ mentre que les dones 24.907 $. La renda per capita de la població era de 16.912 $. Aproximadament el 7,7% de les famílies i el 10,1% de la població estaven per davall del llindar de pobresa.

## Poblacions més properes
El següent diagrama mostra les poblacions més properes.